# SP Tableware/Saison 2011
Dieser Artikel listet Erfolge und Mannschaft des Radsportteams SP Tableware in der Saison 2011 auf.

## Erfolge in der UCI Asia Tour
In den Rennen der Saison 2011 der UCI Asia Tour gelangen die nachstehenden Erfolge.
| Datum    | Rennen                     | Kat. | Fahrer             |
| -------- | -------------------------- | ---- | ------------------ |
| 10. März | 3. Etappe Jelajah Malaysia | 2.2  | Ioannis Tamouridis |

## Erfolge in der UCI Europe Tour
In den Rennen der Saison 2011 der UCI Europe Tour gelangen die nachstehenden Erfolge.
| Datum      | Rennen                                       | Kat. | Fahrer             |
| ---------- | -------------------------------------------- | ---- | ------------------ |
| 14. April  | 2a. Etappe Griechenland-Rundfahrt (EZF)      | 2.2  | Ioannis Tamouridis |
| 5. Juni    | 2. Etappe Romanian Cycling Tour              | 2.2  | Ioannis Tamouridis |
| 21. Juli   | Griechische Meisterschaft – Einzelzeitfahren | CN   | Ioannis Tamouridis |
| 23. Juli   | Griechische Meisterschaft – Straßenrennen    | CN   | Ioannis Tamouridis |
| 10. August | 1. Etappe Tour of Szeklerland                | 2.2  | Ioannis Tamouridis |

## Zugänge – Abgänge
| Zugänge                 | Team 2010             | Abgänge              | Team 2011           |
| ----------------------- | --------------------- | -------------------- | ------------------- |
| Mark O’Brien            | LeTua Cycling Team    | Walter Pedraza       | EPM-UNE             |
| Dimitris Polydoropoulos | Team Worldofbike.Gr   | Jorge Castiblanco    | Colombia Indeportes |
| Periklis Ilias          | Technal Kastro (2007) | Emmanouil Daskalakis | Unbekannt           |
| Panagiotis Chatzakis    | Neoprofi              | Anestis Kourmpetis   | Unbekannt           |

## Mannschaft
| Name                            | Geburtstag         | Nationalität |
| ------------------------------- | ------------------ | ------------ |
| Panagiotis Chatzakis            | 23. März 1992      | Griechenland |
| Periklis Ilias                  | 26. Juni 1986      | Griechenland |
| Georgios Karatzios              | 7. November 1990   | Griechenland |
| Mark O’Brien                    | 16. September 1987 | Australien   |
| Dimitris Polydoropoulos         | 31. März 1989      | Griechenland |
| Guillaume Pont                  | 15. November 1979  | Frankreich   |
| Neofytos Sakellaridis-Magkouras | 31. Januar 1989    | Griechenland |
| Vasileios Simantirakis          | 1. März 1989       | Griechenland |
| Christoph Springer              | 30. Oktober 1985   | Deutschland  |
| Ioannis Tamouridis              | 3. Juni 1980       | Griechenland |